# Vahadenia laurentii
Vahadenia laurentii är en oleanderväxtart som först beskrevs av De Wild., och fick sitt nu gällande namn av Otto Stapf. Vahadenia laurentii ingår i släktet Vahadenia och familjen oleanderväxter. Inga underarter finns listade i Catalogue of Life.